# 连通空间

R² 的连通和不连通子空间。上面的空间 A 是连通的，下面的空间 B 是不连通的。

在拓扑学及相关的数学領域中，连通空间是指不能表示为两个或多个不相交的非空开集的并集的拓扑空间。

## 定义
如果拓扑空间{\displaystyle X}中存在兩個分離的非空开集{\displaystyle A,B}使得它們的并集等於{\displaystyle X}，則{\displaystyle X}被稱作不连通的，否則稱它是連通的。
對拓扑空间{\displaystyle X}，以下條件為等價的：
- {\displaystyle X}連通，即{\displaystyle X}不能表示为两个分離的非空开集的并集。
- {\displaystyle X}只有{\displaystyle \emptyset }和{\displaystyle X}這兩個平凡的閉開集。
- 所有從{\displaystyle X}到{\displaystyle \{0,1\}}的連續函數都是常數函數，其中空間{\displaystyle \{0,1\}}由兩點集的離散拓撲構成。

连通性是拓扑空间的一个拓扑不变性质，即如果两个同胚拓扑空间之一连通，则另一个空间也连通。
一些数学家承认空集(按照它独有的拓扑)是连通空间，不过也有数学家不承认这一点。

## 连通单元
如果拓扑空间{\displaystyle X}的子集{\displaystyle A}诱导的子拓扑空间是连通的，則{\displaystyle A}被称为{\displaystyle X}的连通子集。
對拓撲空間{\displaystyle X}上的點{\displaystyle x}，所有包含{\displaystyle x}的連通子集的聯集
{\displaystyle U_{x}=\bigcup _{S{\text{連 通 }},x\in S}S}
也是連通的。作為包含{\displaystyle x}的极大连通子集，{\displaystyle U_{x}}称作關於{\displaystyle x}的连通单元。
如果{\displaystyle X}的所有連通單元都是单元素集合，則稱{\displaystyle X}為完全不连通空间。
每个空间都能表成它的连通单元的不相交并集。
连通单元必為閉集，在一些理想的拓撲空间（如流形、代数簇）上同時是開集，但這不代表連通單元總是閉開集（例如完全不連通空間{\displaystyle \mathbb {Q} }，單元素集合在該空間中並非開集）。

## 其它连通性定义

### 道路连通，弧连通

R² 的这个子空间是道路连通的，因为在这个空间的任何两点之间可绘制一个道路。

称拓扑空间X是道路连通空间，当且仅当∀x,y∈X，存在连续函数{\displaystyle \gamma :[0,1]\to X} 使得 {\displaystyle \gamma (0)=x,\gamma (1)=y}。若{\displaystyle \gamma } 可取为使得 {\displaystyle [0,1]\to \gamma ([0,1])} 为同胚，则称X为弧连通空间。
道路连通空间必定是连通空间，反之不一定。
道路连通的豪斯多夫空间必为弧连通空间。

### 局部连通
拓扑空间X称为局部连通的，当且仅当以下叙述之一成立：
- 空间中的任一点都存在连通的邻域（即该邻域是X的连通子集）。
- 空间的拓扑基完全由连通的集合组成。

## 例子
- 拓扑学家的正弦曲线：在平面欧几里得空间{\displaystyle \mathbb {R} ^{2}}中定义集合{\displaystyle S=\{(x,\sin {\frac {1}{x}})|x\in (0,1]\}}和{\displaystyle T=\{(0,y)|y\in [0,1]\}}。考虑{\displaystyle S\cup T}在{\displaystyle \mathbb {R} ^{2}}中诱导的子拓扑空间，它是连通的，但不是局部连通的。
- 有理数：有理数集上的连通单元都是单元素集合，所以有理数集是一个完全不连通空间。

## 性質
- 拓撲空間{\displaystyle X}中帶有公共點{\displaystyle x\in X}的連通子集的聯集連通。
- 令{\displaystyle A}為拓撲空間{\displaystyle X}中的一個連通子集，則所有滿足{\displaystyle A\subset B\subset {\overline {A}}}的子集{\displaystyle B}皆為連通子集，其中{\displaystyle {\overline {A}}}為{\displaystyle A}的閉包。
- 序拓撲中的連通子集都是凸集。
- 實數{\displaystyle \mathbb {R} }是連通空間，它的所有（可以是無限）區間皆為連通子集。
- 對拓撲空間之間的連續函數{\displaystyle f:X\rightarrow Y}，{\displaystyle X}的連通子集在{\displaystyle f}下的像是{\displaystyle Y}的連通子集。這是{\displaystyle \mathbb {R} }上中間值定理的推廣。
- 連通空間的有限積空間連通。[1]